# Нікольське (Комишловський район)
Ні́кольське (рос. Никольское) — село у складі Комишловського району Свердловської області. Входить до складу Восточного сільського поселення.
Населення — 574 особи (2010, 681 у 2002).
Національний склад станом на 2002 рік: росіяни — 95 %.